# Grantorto
Grantorto est une commune de la province de Padoue, dans la région Vénétie, en Italie.

## Administration
| Période                                  | Période  | Identité     | Étiquette     | Qualité |
| ---------------------------------------- | -------- | ------------ | ------------- | ------- |
| 30 mai 2006                              | En cours | Sergio Acqua | Centro-Destra |         |
| Les données manquantes sont à compléter. |          |              |               |         |

### Hameaux
Canfriolo, Rossignolo, Due Albere, Sega, Sant'Antonio, Madonna delle Grazie.

### Communes limitrophes
Carmignano di Brenta, Fontaniva, Gazzo, Piazzola sul Brenta, San Giorgio in Bosco, San Pietro in Gu.